# Jessica Roux
Pour les articles homonymes, voir Roux.
Jessica Roux, née le 10 novembre 1992 à Port Elizabeth, est une nageuse sud-africaine. 

## Carrière
Jessica Roux est médaillée d'or du 5 kilomètres en eau libre aux Championnats d'Afrique de natation 2010 à Casablanca. Elle participe ensuite aux Jeux olympiques de 2012 à Londres, mais ne finit pas le 10 kilomètres.